# Ratlou
Ratlou (officieel Ratlou Local Municipality; vroeger: Setla-Kgobi) is een gemeente in het Zuid-Afrikaanse district Ngaka Modiri Molema District Municipality.
Ratlou ligt in de provincie Noordwest  en telt 107.339 inwoners.

## Hoofdplaatsen
Het nationaal instituut voor de statistiek, Stats SA, deelt sinds de census 2011 deze gemeente in in 24 zogenaamde hoofdplaatsen (main place):
Bathobatho • Diolwane • Disaneng • Kraaipan • Logagane • Logageng • Loporung • Mabule • Madibogo • Madibogo Pan • Maipeng • Makgori • Masamane • Matloding • Mayayane • Phitshane • Ramabesa • Ratlou NU • Sasane • Semashu • Setlagole • Steil Hoogte • Thutlwane • Tshidilamolomo.